# 麦礼谦
麦礼谦是一位美国华人历史学家。致力于研究美国华人历史。

## 生平
1925年出生于美国旧金山，是第二代华人移民，祖籍广东省南海县。父亲曾经被关押在天使岛，从小对历史感兴趣，1947年获得加州大学伯克利分校机械工程系学士学位，1960年代在加州大学伯克利分校上夜校学习历史，1963年加入美国华人历史学会，开始研究美国华人历史。

## 著作
- 与林小琴、杨碧芳合著《枕底无花梦不香》，浙江文艺出版社，2019年6月，ISBN 9787533956455